# Bangaly Fofana
Bangaly Fofana (Paris, 3 de junho de 1989) é um basquetebolista profissional francês que atualmente defende o AS Mônaco na Liga Francesa e Liga dos Campeões.